# Río Litrán
Río Litrán är ett vattendrag i Argentina.   Det ligger i provinsen Neuquén, i den sydvästra delen av landet, 1 200 km väster om huvudstaden Buenos Aires.
Trakten runt Río Litrán är nära nog obefolkad, med mindre än två invånare per kvadratkilometer.